# Lundasoma serrifer
Lundasoma serrifer är en mångfotingart som beskrevs av Chamberlin 1951. Lundasoma serrifer ingår i släktet Lundasoma och familjen orangeridubbelfotingar. Inga underarter finns listade i Catalogue of Life.